# West Perth
West Perth è una municipalità dell'Ontario in Canada, situata nella parte occidentale della Contea di Perth, ad ovest della città di Stratford. Nel 2016 la sua popolazione era di 8.865 unità su un territorio di 579,36 chilometri quadrati.
Nasce il 1º gennaio 1998 dalla fusione in una singola municipalità di Mitchell, Logan, Hibbert e Fullarton. I servizi amministrativi municipali hanno sede a Mitchell.

## Comunità
Mitchell è il paese più grande della municipalità, la lista completa comprende:
- Bornholm
- Brodhagen - che prende il nome dal suo fondatore Charles Broadhagen, che vi arrivò negli anni '60 del XIX secolo [2]
- Dublin - dal nome della capitale irlandese, città natale del primo uomo insediatovi, Joseph Kidd[3]
- Fullarton - chiamata così in onore di John Fullarton, direttore della Canada Company [4]
- Mitchell
- Russeldale
- St. Columban
- Staffa - stesso nome dell'isola nelle Inner Hebrides[5]